# Castiarina holynskii
Castiarina holynskii es una especie de escarabajo del género Castiarina, familia Buprestidae. Fue descrita científicamente por Nylander en 2006.